# Richard Bedford Bennett
Richard Bedford Bennett, 1:e viscount Bennett, född 3 juli 1870 i Hopewell Hill i New Brunswick, död 26 juni 1947 i Mickleham i England, var en kanadensisk konservativ politiker.
Bennett var absolutist och han gifte sig aldrig. Han var Kanadas finansminister 1926 och 1930–1932 samt utrikes- och premiärminister 1930–1935. Han var partiledare för Konservativa partiet 1927–1938. Han flyttade 1938 till Storbritannien, där han adlades 1941 och blev därmed även ledamot av House of Lords. Hans grav finns på St. Michael's Churchyard i Mickleham i Surrey.